# Банкомат

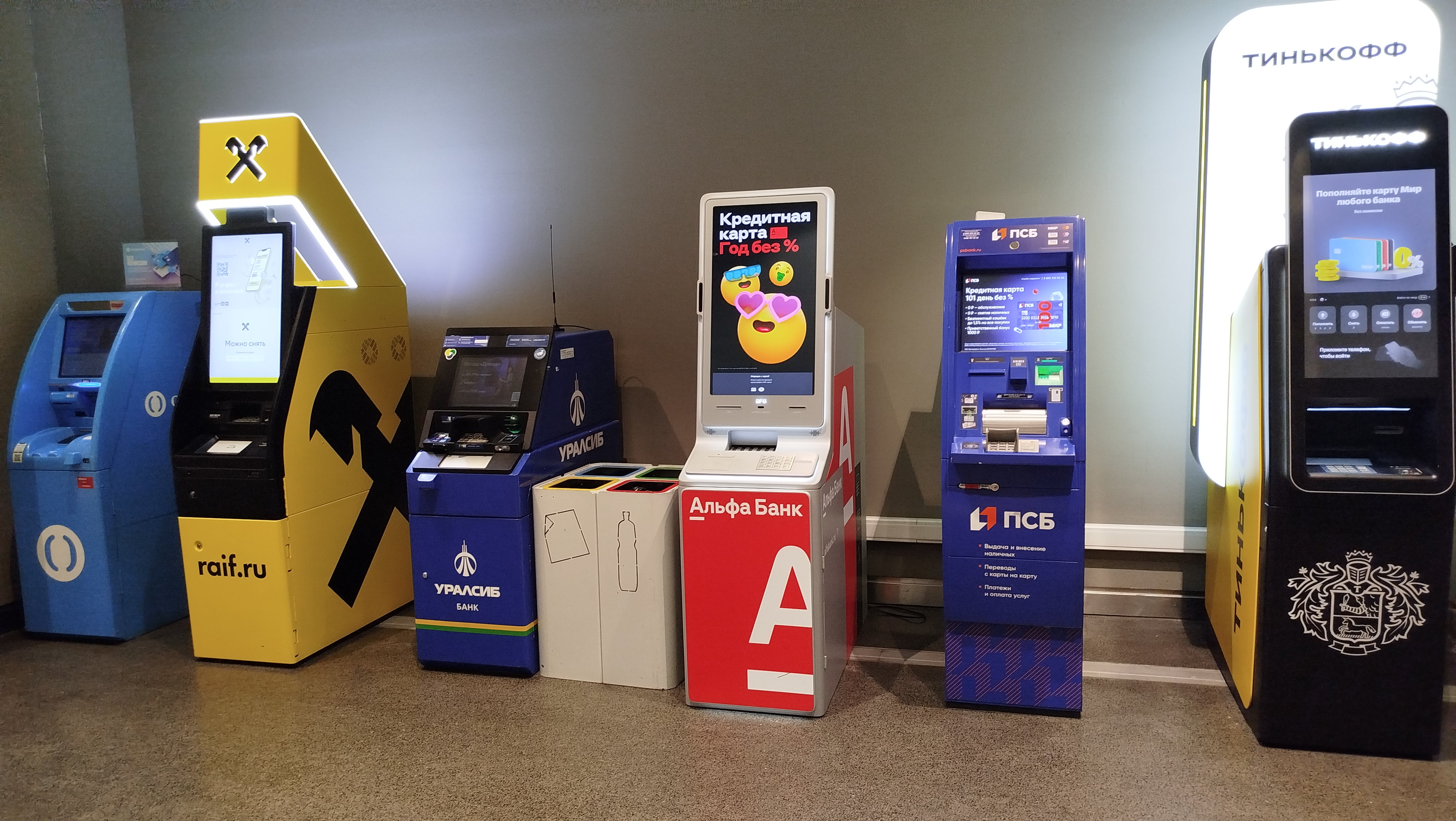
Банкоматы крупных российских банков (кроме Сбербанка) в Москве

Банкома́т (от слов «банковский автомат», иногда ATM от англ. automated teller machine) — аппарат для выдачи и приёма денег, а также оплаты услуг и погашения кредитов без участия сотрудника банка, с использованием банковских карт.

## История
Первый механический банкомат был изобретен американским ученым армянского происхождения Лютером Джорджем Симджяном (англ. Luther George Simjian) в 1939 году. Устройство выдавало наличные, но при этом не могло списать их со счёта: аппарат не был связан с банком. Симджян предложил опробовать изобретение City Bank of New York, но через полгода банкиры вернули машину, сообщив, что не видят в ней необходимости. Изобретение Симджяна было почти на 30 лет забыто и доработано только в конце 1960-х годов. Она официально была запатентована в 1960 году.
Первый банкомат по выдаче наличных денег, Automated Teller Machine (ATM), был установлен 27 июня 1967 года в районе Энфилд на севере Лондона (Великобритания) в отделении британского банка Barclays (первым деньги через него получил актёр-комик Рег Варни, специально приглашённый для этого в рекламных целях). Изобретателем его был шотландец Джон Шепард-Баррон, работавший по заказу компании De La Rue — британского производителя бумаги для денежных знаков более чем 150 стран мира. На идею создания банкомата Шепард-Баррона натолкнула увиденная им работа автомата по продаже шоколада. Из-за невозможности проверить наличие денег на счёте клиента сумма снимаемых наличных была ограничена 10 фунтами. ATM был «бескарточным» банкоматом и выдавал наличные в обмен на специальный ваучер (чек), который надо было заранее получать в банке. Для защиты от подделки и записи ПИН-кода на чеках имелась слаборадиоактивная метка (углерод-14).
В 1966 году шотландский инженер Джеймс Гудфеллоу получил патент на секретный защитный код из 4 цифр, «персональный идентификационный номер» (PIN-код). Согласно легенде, первоначально изобретатель планировал ПИН-код длиною в 6 цифр, но позже сократил длину кода до четырёх цифр, якобы именно столько цифр могла запомнить его супруга. Со временем ПИН-коды стали широко использоваться для защиты от несанкционированного доступа к банковским счетам.
Впервые PIN-код, состоящий из четырех чисел, был применен в банкомате британского банка Barclays.
Внедрение банкоматов происходило постепенно. В 1971 году первые типы банкоматов использовались примерно в 35 американских банках. Первым банком, который в 1972 году начал повсеместно устанавливать банкоматы, стал американский Citibank. В том же году банк Lloyds ввёл в Великобритании первые онлайн-банкоматы под названием Cash-Point, разработанные компанией IBM. Вместо ваучера они принимали пластиковые карты с магнитной полосой, что было гораздо удобнее для клиента. Развитие телекоммуникаций позволило строить сети банкоматов, которые могли использоваться сразу несколькими банками. Впервые это произошло в 1972—1975 годах в США. Несколько сотен банкоматов восемнадцати банков в штате Вашингтон были объединены в сеть под названием Exchange. Позднее были изобретены банкоматы, способные не только выдавать наличные, но и принимать их.
В 1980-х годах стали распространяться online-банкоматы.
В СССР первые банкоматы появились в 1991 году, два в московском Центре международной торговли (ЦМТ) и один в офисе американской компании American Express на улице Садово-Кудринской. Выдавали они не наличные деньги, а дорожные чеки AmEx. Первый в России банкомат по выдаче наличных был установлен «Мост-Банком» Владимира Гусинского в 1994 году в Москве в гастрономе «Новоарбатский».
К 1975 году в мире работало чуть более 5 тыс. банкоматов, из них около 3140 — в 534 американских банках. Согласно данным исследовательской компании RBR, в конце 2011 года во всём мире насчитывалось 2,4 млн банкоматов, а к 2017 году, по прогнозам RBR, количество ATM вырастет до 3,4 млн. В России на 1 июля 2012 года работало почти 202,5 тыс. банкоматов.
В конце 1990-х годов свое распространение получили банкоматы с функцией cash-in — приема наличных. Первый банкомат такого типа мог принимать деньги в специально предназначенных для этого конвертах.
В 2000-х годах производители банкоматов начали внедрять технологию Cash Recycling, заключающуюся в том, что наличные деньги, внесённые одним клиентом в банкомат, могут быть получены на руки другим клиентом.
Большое влияние на индустрию ATM в последние десять лет оказывают развитие Интернета и мобильных технологий. В начале 2010-х годов компания KAL объявила о разработке безналичного банкомата, Retail Teller Machine (RTM). Вместо наличных такой банкомат выдаёт клиенту счёт, который тот предъявляет кассиру магазина для оплаты приобретённого товара. В 2012 году в японском банке The Ogaki Kyoritsu Bank (Огаки, префектура Гифу) появились банкоматы, осуществляющие идентификацию клиентов не по банковской карте и паролю, а по введённой дате рождения и приложенной к сенсорному устройству ладони.
В наше время банкоматы выполняют те же функции, что и платежные терминалы, валютообменники, розничные кассы самообслуживания. Распространение получают безналичные терминалы банковского самообслуживания.
В России, по данным Центрального банка, на 1 июля 2016 года используется свыше 129 тысяч банкоматов с функцией выдачи наличных. Количество банкоматов с функцией приема наличных составляет около 122 тысяч.

## Принцип действия

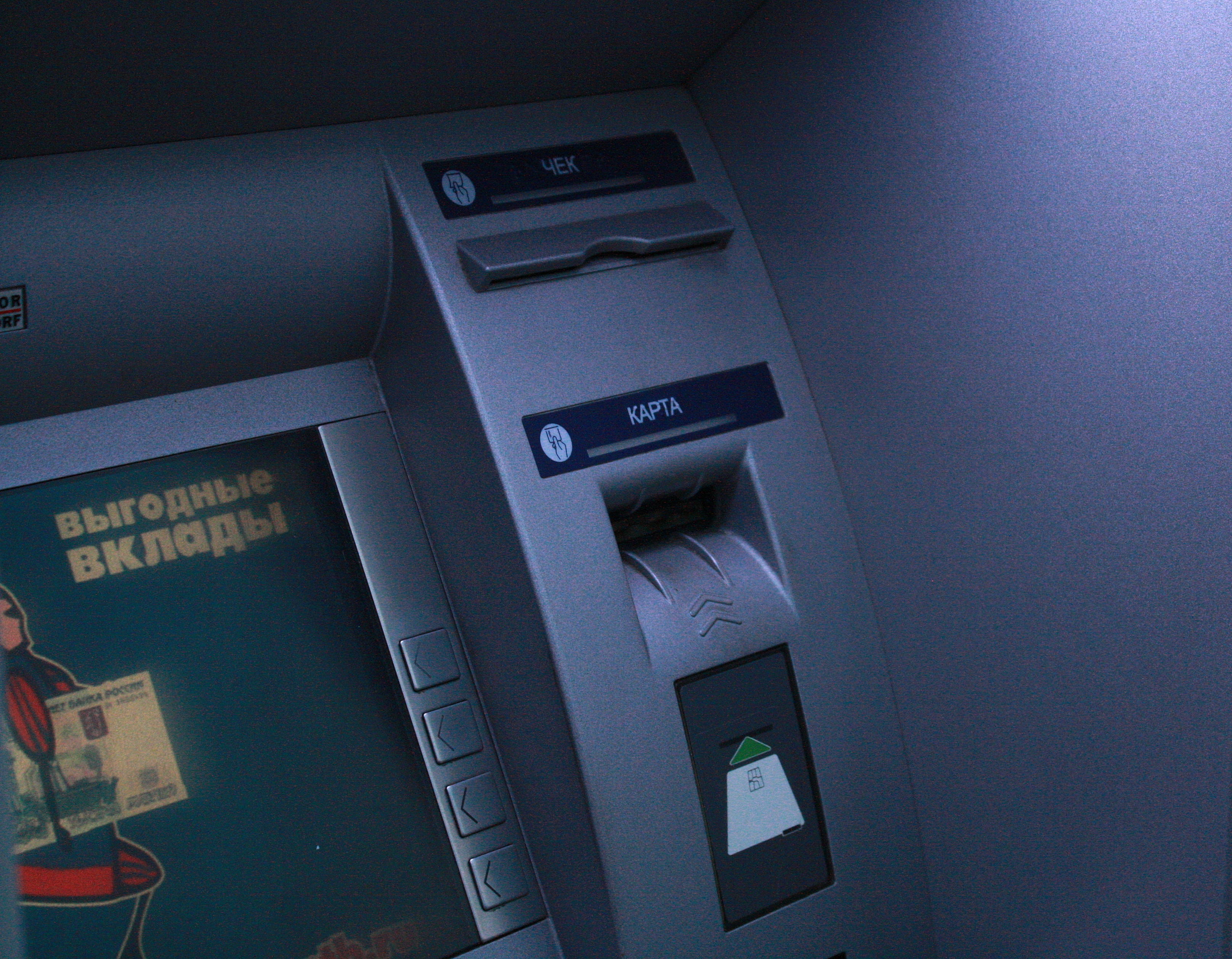
Банкомат, вид на картоприëмник и щель чек-принтера

Далее описывается общий принцип действия работы банкомата при работе с банковской картой с магнитной полосой. Принцип работы с микропроцессорными картами может отличаться.
После загрузки карты в картоприëмник банкомата держателю карты предлагается ввести секретный код (ПИН-код) для авторизации картодержателя. Далее предлагается выбор доступных операций (при выборе операции также может запрашиваться ПИН-код; это зависит от конкретных настроек конкретного банкомата). После выбора операции банкомат шифрует полученную информацию (содержимое магнитной полосы/чипа, введённый ПИН-код, запрошенную операцию) и передаёт данные в процессинговый центр банка-эквайера (банка, обслуживающего банкомат). Банк-эквайер отправляет в платёжную систему запрос на проведение операции. Платёжная система маршрутизирует запрос в банк-эмитент (банк, выдавший карту) и, получив согласие либо отказ (код авторизации), передаёт банкомату команды на выполнение или отклонение запроса. При этом все действия по отправке запроса, обработке ответа на запрос, выдаче/приёму денег из кассет фиксируются, что позволяет провести расследование в случае, если операция оспорена.
Так как ПИН-код известен только держателю карты, операции, подтверждённые ПИН-кодом, считаются выполненными непосредственно держателем карты.
В социальных сетях распространена легенда о том, что звук отсчитывания денег в банкомате является аудиозаписью. Однако её опровергают люди, непосредственно обслуживающие банкоматы и знакомые с его конструкцией.

## Использование в мире
Точная статистика по числу используемых в мире банкоматов отсутствует. Однако, по оценкам Ассоциации производителей банкоматов (англ. ATM Industry Association), в мире установлено более 2,3 миллиона банкоматов (по состоянию на ноябрь 2011 года).
Компании Diebold и NCR являются основными поставщиками банкоматов в США, сообщает Картик Мехта, аналитик исследовательской компании «Northcoast Research» из Кливленда. Diebold из Норз Кэнтона, штат Огайо, контролирует 46 % доли рынка. Доля NCR из Дулут, штат Джорджия, чуть меньше — 43 %. Другие производители банкоматов, в первую очередь Wincor Nixdorf из Остина, штат Техас (дочерняя компания Wincor Nixdorf AG из Падерборне, Германия), контролируют оставшиеся 11 %.

## Банкоматное мошенничество

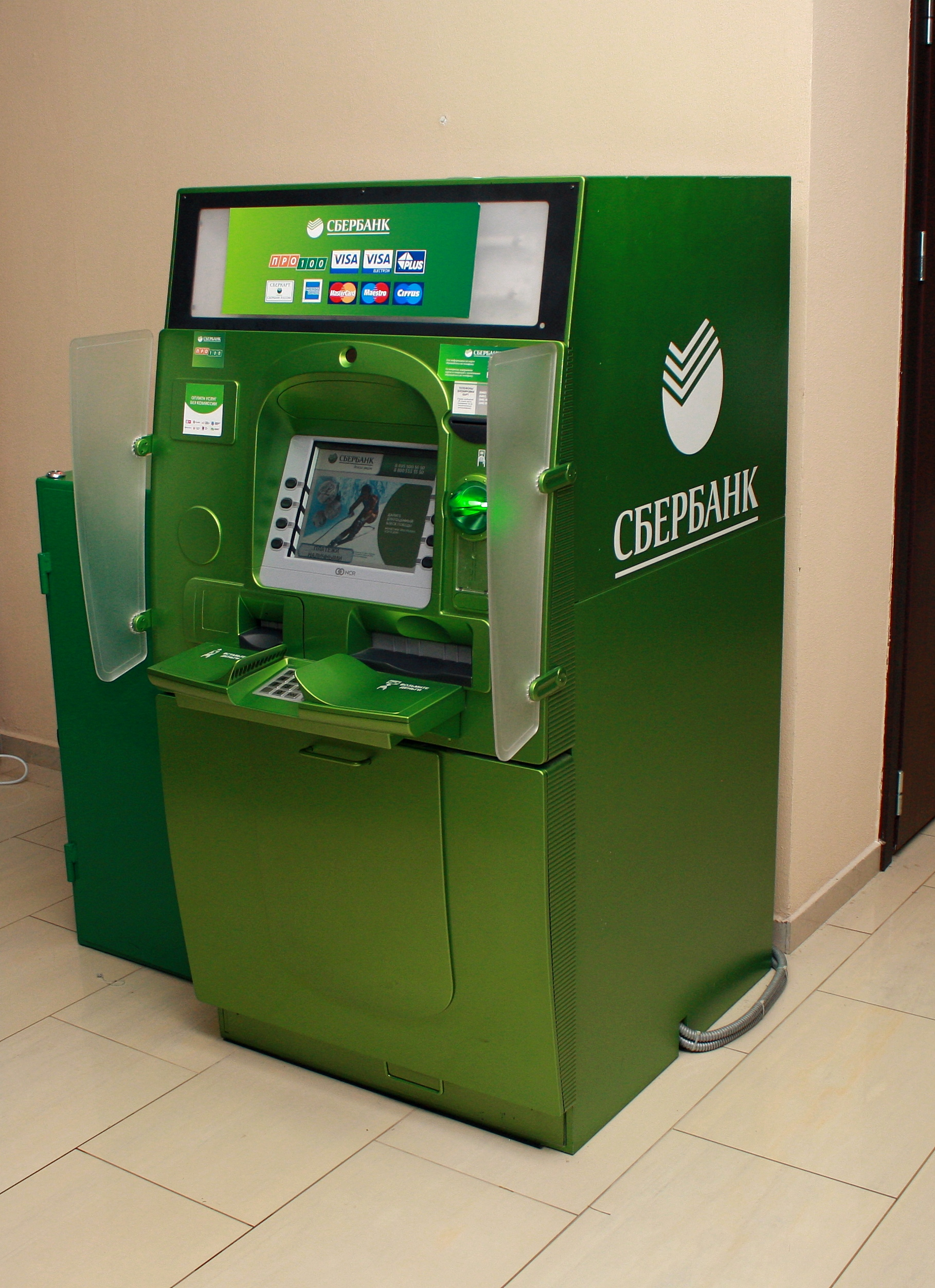
Банкомат Сбербанка в одном из торговых центров г. Тольятти

Одновременно с развитием банкоматной сети растёт количество случаев банкоматного мошенничества — неправомерного использования банкоматов для кражи денег со счетов держателей пластиковых карт.

### Способы
Существует несколько десятков различных по организации и технологическому уровню способов неправомерного завладения деньгами с карточного счёта другого человека с помощью банкоматов. По данным APACS (Association for Payment Clearing Services — Ассоциация систем клиринговых платежей — Великобритания), наиболее распространены следующие:
- Использование украденной карты и ПИН-кода, разглашённого держателем (в том числе случаи, когда ПИН-код хранится рядом с картой или записывается на ней).
- «Дружественное мошенничество». Использование карты путём свободного доступа членами семьи, близкими друзьями, коллегами по работе. Также предполагает разглашение ПИН-кода.Банкоматы в торгово-развлекательном комплексе «Глобус» (Екатеринбург)

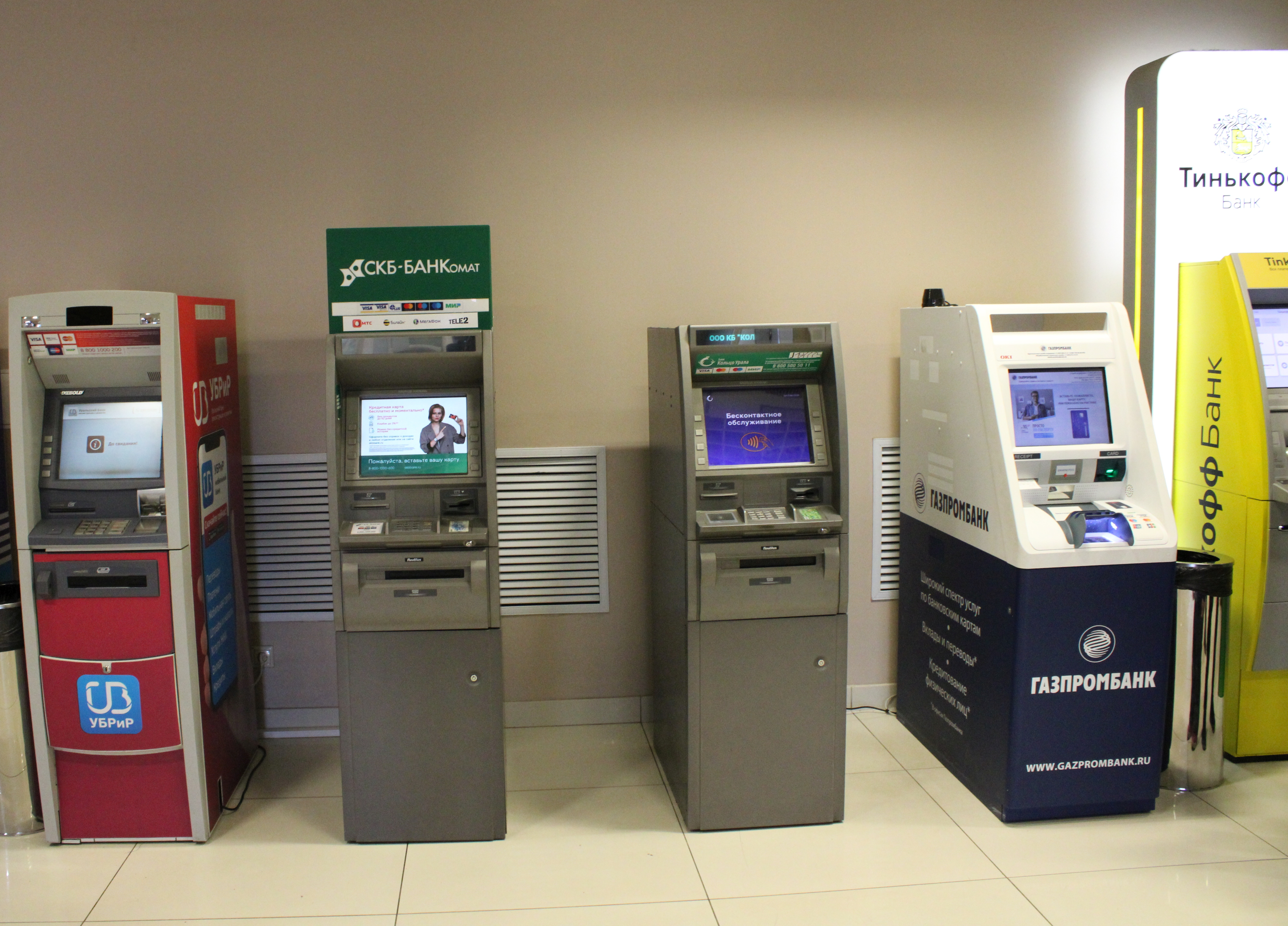
Банкоматы в торгово-развлекательном комплексе «Глобус» (Екатеринбург)

- Подглядывание ПИН-кода из-за плеча с последующей кражей карты — простейший, но широко распространённый метод.
- «Ливанская петля». Блокируется щель картоприëмника, чтобы карта застряла. При попытке вставить карту в банкомат она застревает. Злоумышленник, предварительно подсмотревший ПИН-код, сочувствует и рекомендует срочно идти и звонить в банк или сервисную службу. Как только владелец отходит, преступник извлекает карту, освобождает щель картоприëмника, снова её вставляет и снимает деньги.
- Фальшивые банкоматы. Достаточно редкий способ, требующий технической оснащённости. Мошенники изготавливают фальшивые банкоматы, которые выглядят как настоящие, либо переделывают старые, и размещают их в людных местах. Такой банкомат принимает карту, требует ввода ПИН-кода, после чего выдаёт сообщение о невозможности выдачи денег (под предлогом отсутствия денег в банкомате или технической ошибки) и возвращает карту. В банкомате происходит копирование данных с карты и ПИН-кода, что позволяет мошенникам впоследствии изготовить дубликат и снять с его помощью деньги со счёта клиента.
- Копирование магнитной полосы (skimming) с помощью подставных устройств считывания. Такие устройства устанавливают на банкомат (считыватель — на щель для приёма карты, дополнительной клавиатурой накрывают настоящую). При пользовании таким банкоматом считыватель сохраняет данные с вставляемых в банкомат карт, а накладная клавиатура, выполняющая функцию кейлоггера, или установленная над клавиатурой мошенниками камера — ПИН-коды. Как и в предыдущем случае, украденных данных достаточно для производства дубликата карты и снятия денег со счёта владельца. Обязательно стоит присматриваться к щели картоприëмника, попытаться подцепить накладную клавиатуру. Также стоит помнить, что изначально установленная на банкоматах камера направлена на лицо пользователя, а не на клавиатуру. Также, желательно пользоваться только банкоматами, расположенными в банковских отделениях или в торговых центрах, где они находятся под видеонаблюдением, а не на улицах.
- Ложный ПИН-ПАД (устройство для ввода ПИН-кода в платёжных терминалах), либо дополнительный элемент на электронном замке в помещении с банкоматом, открываемом с помощью карты.
- Установка рядом с банкоматом миниатюрных телекамер для воровства ПИН-кодов. Такая камера может быть замаскирована установленным рядом или прикреплённым к банкомату или стене рядом с ним предметом.

Некоторые из этих методов являются аппаратными закладками в банкоматах.
В 2011 году появились сообщения о ещё одном теоретически возможном способе воровства ПИН-кодов с помощью банкомата: с помощью высокочувствительной инфракрасной камеры. Злоумышленник, стоящий в очереди, делает снимок клавиатуры, на которой предыдущий пользователь набирал ПИН-код. Клавиши, к которым прикасались, несколько теплее, причём последняя нажатая клавиша теплее предпоследней и так далее. Успешность данного метода, впрочем, зависит от типа клавиатуры (металлические клавиатуры обладают большей теплопроводностью и температура их клавиш быстро выравнивается) и от того, не набирал ли клиент что-нибудь ещё на клавиатуре (например, сумму). Для избежания снятия ПИН-кода по тепловому отпечатку достаточно после работы с клавиатурой на короткое время положить на неё ладонь.

### Распространённость
Масштабы банкоматного мошенничества в мире уже сейчас очень велики, потери от него в США составили 2,79 млрд долларов за год на конец мая 2005 года (Gartner), в Великобритании за 2006 год — 61,9 млн ф.ст. В странах Латинской Америки количество преступлений, связанных с банкоматами, с 2001 по 2005 г. выросло на 15 %. В Восточной Европе и бывшем СССР проблема стоит менее остро из-за меньшего объёма использования электронных платёжных средств, но, тем не менее, уровень связанных с электронными картами преступлений также растёт. По официальным данным, потери от мошенничества на Украине составляют до 0,06 % годового оборота по картам (90 млн гривен в 2006). По неофициальным оценкам специалистов Национального банка Украины в реальности эта величина составляет до одного процента всего оборота по картам, то есть фактический объём воровства за 2006 год составил около миллиарда гривен.

## Надёжность банкоматов
Перед тем, как банкомат размещается в общественном месте он, как правило, подвергается всестороннему тестированию с использованием наличных денег и внутренних компьютерных систем, с помощью которых осуществляются транзакции. Банковские клиенты ожидают высокой надежности от своих банкоматов, что стимулирует производителей банкоматов минимизировать сбои в работе компьютеров и сетей. Возможные финансовые последствия неправильной работы машины также обеспечивают большой стимул для минимизации неисправностей.
Банкоматы и поддерживающие их электронные сети, как правило, весьма надёжны: тесты, как правило, обеспечивают 98,25% доступности клиентов к банкоматам и до 99,999% доступности для хост-систем, которые управляют сетями банкоматов. Если сети банкоматов перестают работать, клиенты могут остаться без возможности совершать транзакции до начала следующего рабочего дня их банка..
Не все неисправности наносят ущерб клиентам: так, были случаи того, как банкоматы выдавали наличные, при этом не списывая денежные средства со счёта, или выдавая банкноты с более высокой стоимостью в результате неправильного расчёта номинала банкнот, которые загружаются сотрудниками банка в денежные кассеты.